# Roselys au service de la reine
 (avril 2016).
Si vous disposez d'ouvrages ou d'articles de référence ou si vous connaissez des sites web de qualité traitant du thème abordé ici, merci de compléter l'article en donnant les références utiles à sa vérifiabilité et en les liant à la section « Notes et références ».
Roselys au service de la reine est le second roman de la série historique Les Roses de Trianon, écrite par Annie Jay. Il se déroule en 1780, sous le règne de Louis XVI et de Marie-Antoinette d'Autriche.

## Personnages

### Personnages fictifs
Roselys d'Angemont
C'est l'ainée d'une famille aristocratique. Elle est vive, malicieuse et garçon manqué. La jeune fille a été élevée à partir de l'exemple des idées philosophiques naissantes, ce qui lui laisse la liberté de s'adonner à l'activité de son choix en dehors des heures d'apprentissage. Ses passions sont l'escrime et l'équitation, ce qui encourage son père à la traiter comme le fils manquant à la famille. Roselys a 16 ans, est grande et élancée, et a des cheveux acajou et des yeux marron.
Étienne de Valsens
Jeune homme d'une vingtaine d'années, il est l'ami de Monseigneur le comte d'Artois ce qui fait de lui l'un des intimes de Trianon. Il appartient à la société secrète des Enfants de Thémis qui vise à rétablir la justice.
Le Vénérable
Maitre de la société secrète des enfants de Thémis, il préside chaque réunion. Il reste anonyme comme la plupart des membres.

### Personnages historiques
- Marie-Antoinette d'Autriche (1755-1793), reine de France, épouse de Louis XVI
- Charles X, comte d'Artois (1756-1836), beau-frère de Marie-Antoinette et frère de Louis XVI
- Gabrielle de Polignac (1749-1793), amie intime de Marie-Antoinette
- Aglaé de Polignac (1768-1803), fille de Gabrielle de Polignac
- Louise d'Esparbès de Lussan (1764-1804)
- Rose Bertin (1747-1813), couturière de Marie-Antoinette
- Florimond de Mercy-Argenteau (1727-1794), ambassadeur d'Autriche à Paris
- Franz-Anton Mesmer (1734-1815), médecin, inventeur du magnétise animal
- Louis XVI de France (1754-1793), roi de France époux de Marie-Antoinette
- Elisabeth de France (1764-1794), sœur de Louis XVI et belle-sœur de Marie-Antoinette.